# Preissa
Preissa (en francès Preixan) és un municipi de França de la regió d'Occitània, al departament de l'Aude